# Lijst van burgemeesters van Stoutenburg
Dit is een lijst van burgemeesters van de voormalige Nederlandse gemeente Stoutenburg tot die gemeente in 1969 opging in de gemeente Leusden.
| Ambtsperiode | Naam burgemeester                                        | Partij of stroming | Bijzonderheden                                                             |
| ------------ | -------------------------------------------------------- | ------------------ | -------------------------------------------------------------------------- |
| 18?? - 1848  | H. van den Hengel                                        |                    |                                                                            |
| 1848 - 1850  | L. Huurdeman                                             |                    |                                                                            |
| 1850 - 1863  | Carel van Diepenheim Scheltus                            |                    | tevens schout/burgemeester van Leusden (1819-1863)                         |
| 1863 - 1868  | mr. Ernest Louis baron van Hardenbroek van Lockhorst     |                    | tevens burgemeester van Leusden                                            |
| 1868 - 1884  | Godert Jan baron van Hardenbroek van Ammerstol           |                    | tevens burgemeester van Leusden; broer van zijn voorganger                 |
| 1884 - 1892  | Hendrik Johan Herman baron van Boetzelaar van Oosterhout |                    | tevens burgemeester van Leusden                                            |
| 1892 - 1913  | mr. A.J. de Beaufort                                     |                    | tevens burgemeester van Leusden; schoonzoon van E.L. baron van Hardenbroek |
| 1913 - 1947  | jhr.dr. J.K.H. de Beaufort                               |                    | deels waarnemend, tevens (waarnemend) burgemeester van Leusden             |
| 1947 - 1956  | M.J.E. Kwint                                             |                    | tevens burgemeester van Leusden                                            |
| 1956 - 1959  | C.F. de Roo van Alderwerelt                              | CHU                | tevens burgemeester van Leusden                                            |
| 1959 - 1968  | Albert (A.F.H.) Buining                                  |                    | vanaf 1966 waarnemend, tevens (waarnemend) burgemeester van Leusden        |
| 1968 - 1969  | Frits (F.J.H.) Schneiders                                | CHU                | waarnemend, tevens burgemeester van Leusden                                |